# Gralline papoue
Grallina bruijnii
Espèce
Statut de conservation UICN

 LC  : Préoccupation mineure
Le Gralline papoue (Grallina bruijnii) est une espèce d'oiseaux de la famille des Monarchidae.

## Répartition
Cet peuple la Nouvelle-Guinée.

## Habitat
Cet oiseau fréquente les torrents les forêts en plaine dans les montagnes des régions tropicales et subtropicales.